# Hippocentaurus

Herb Giedroyć odmiana herbu Hippocentaurus

Hippocentaurus, Hipocentaurus, Hipocentaur, Kitaurus – herb szlachecki.
- Opis herbu: hippocentaurus kroczący, głowę w lewo kieruje i z łuku napiętego strzałę mierzy ku ogonowi, który tworzy głowę węża. Na hełmie trzy pióra strusie.

Opis autorstwa KuropatnickiegoNa tarczy ma być pół Człowieka nagiego od głowy do pasa; od pasa koń, zamiast ogona wąż, głowę podniesioną ma ku owemu Człowiekowi. Lecz i Człowiek obrócony, albo nakręcony do węża, z łuku naciągnionego obyma rękami strzela strzałą w pysk wężowi, jednak jeszcze z łuku strzała nie wypuszczona, w Hełmie trzy pióra Strusie, w jakim polu nic niemasz.
- Najwcześniejsze wzmianki:

Jan Aleksander Gorczyn pisał, że jest to herb rzymski. Mieli go ze sobą przywieźć na Litwę Rzymianie i dlatego go tam mało nie wszystkie domy co przednieysze używało. Według Kuropatnickiego herb z Włoch do Polski przyniesiony.
- Herbowni:

Poniższa lista herbownych nie ma charakteru kompletnego. Pełny spis nazwisk nigdy nie istniał. Występowanie na liście nazwiska nie musi oznaczać, że konkretna rodzina pieczętowała się herbem Hippocentaurus. Często te same nazwiska są własnością wielu rodzin reprezentujących wszystkie stany dawnej Rzeczypospolitej, tj. chłopów, mieszczan, szlachtę.
Aleksandowicz, Bachcza, Bachuz, Bortko, Dannemark, Dorszprung, Dowmont, Dubrawski, Dubrowicki lub Dubrownicki, Dydziel lub Dydziul, Ejmuntowicz, Eymuntowicz, Gałagan, Giecewicz, Gieczewski, Giedgowt, Giedowt, Giedroyć, Giedruś, Giezgowt, Ginwił(ł), Gogul, Goitus, Gojtus, Holszański, Hornostaj(ski), Hurynowicz, Jamont(owicz), Jurażyc, Kamieński, Katank, Konjugowicz, Kozłowicz, Kulwiec, Kulwieć, Lebiedziowski, Lickiewicz, Lutyn, Mickiewicz, Micko(wicz), Mieciecki, Mieciński, Mizgayłło, Nielub, Ostyk(owicz), Paliszewski, Płaskowski, Polewicz, Polewicz-Jamont, Pukielewicz, Rakiewicz, Rodkiewicz, Rukiewicz, Rukowicz, Rutkiewicz-Dowmont, Ruykiewicz, Siesicki, Sołowiej(y), Strawiński, Suchta, Szawelski, Szemiot, Szerejko(wicz), Szołomicki, Świrski, Talmont(owicz), Trabski, Urmowski, Utenus(z)owicz, Wiaze(ie)mski lub Wiazeński, Wittort, Wojn, Wołożyński, Zdanowicz, Żdan, Żdanowicz, Żywibunt
Herbem Hippocentaurus pieczętuje się gmina Lutomiersk.